# Megan Fahlenbock

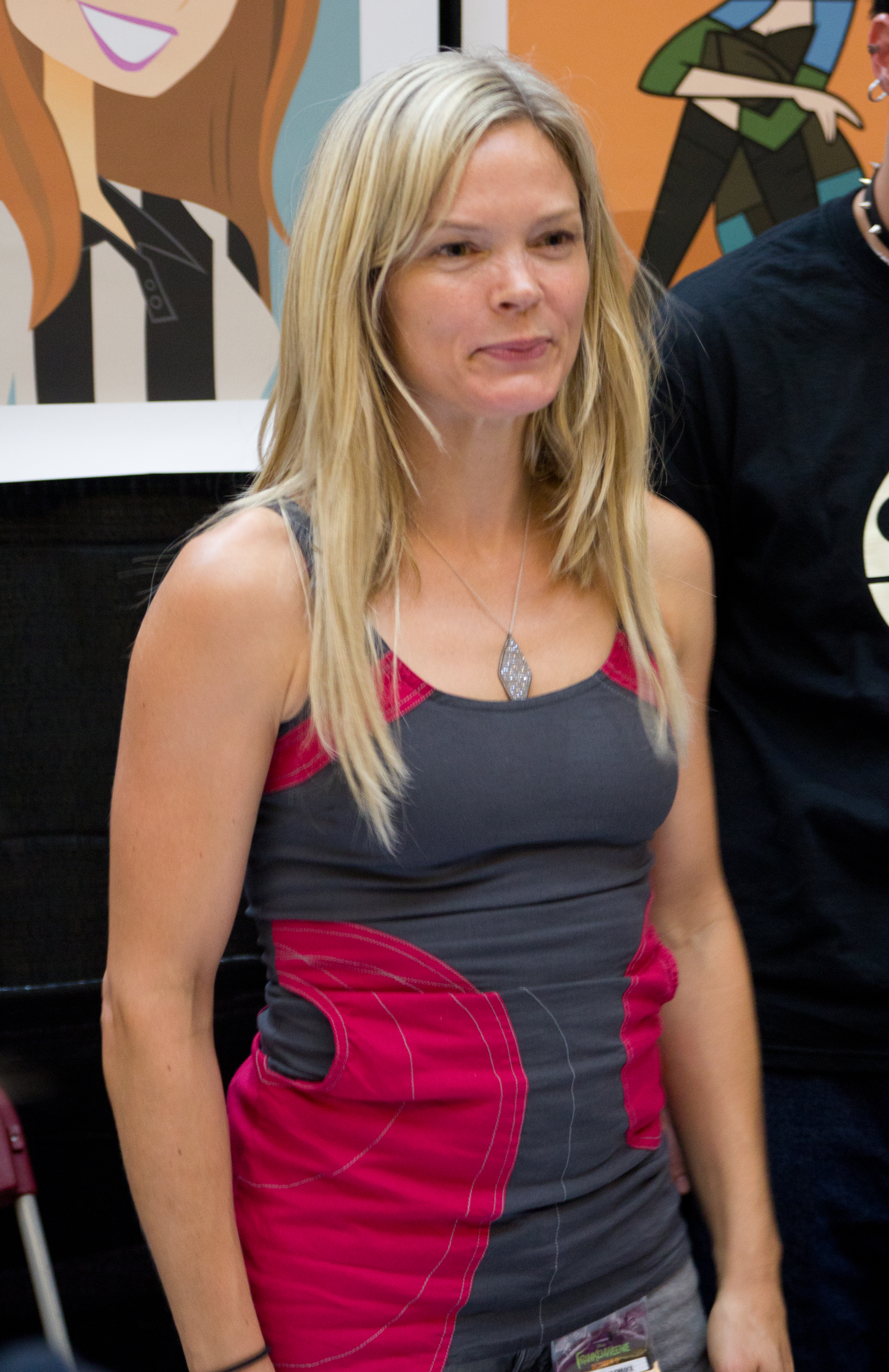
Megan Fahlenbock (2012)

Megan Fahlenbock (* 30. Juni 1971 in Toronto, Ontario) ist eine kanadische Schauspielerin.

## Karriere
Fahlenbock hatte Rollen in Fernsehserien wie beispielsweise Nikita, Relic Hunter, Mutant X oder Warehouse 13. In der Comedy-Romanze Ran an die Braut (2001) verkörperte sie die Rolle der Shirin Kellysa. In der Fortsetzung des Horror-Actionfilms Resident Evil, Resident Evil: Apocalypse (2004), agierte sie als Marla Maples. Im Horror-Drama The Death of Alice Blue (2009) spielte sie die Rolle der Sharon.  

## Filmografie (Auswahl)
- 1987: Lena: My 100 Children (Fernsehfilm)
- 1997: Johnny 2.0 – Die Replikantenfabrik (Johnny 2.0, Fernsehfilm)
- 1999: Die dunkle Seite des Sonnyboys (Crime in Connecticut: The Story of Alex Kelly, Fernsehfilm)
- 2000: Amazonas – Gefangene des Dschungels (Amazon, Fernsehserie, 2 Episoden)
- 2000: Nikita (Fernsehserie, eine Episode)
- 2000: The Deadly Look of Love (Fernsehfilm)
- 2000: Relic Hunter – Die Schatzjägerin (Relic Hunter, Fernsehserie, eine Episode)
- 2001: Ran an die Braut (Get Over It)
- 2001: Mutter unter Beschuss (Snap Decision)
- 2003: Mutant X (Fernsehserie, eine Episode)
- 2004: Stranger at the Door (Fernsehfilm)
- 2004: Resident Evil: Apocalypse
- 2004–2010: 6Teen (Fernsehserie, 99 Episoden)
- 2005: See des Grauens (Sam’s Lake)
- 2006: The Last Sect
- 2007: Die Geheimnisse von Whistler (Whistler, Fernsehserie, eine Episode)
- 2008: M.V.P. (Fernsehserie, 5 Episoden)
- 2008: The Baby Formula
- 2009: The Death of Alice Blue
- 2011: Warehouse 13 (Fernsehserie, eine Episode)
- 2011: Being Erica – Alles auf Anfang (Being Erica, Fernsehserie, eine Episode)
- 2014: Haven (Fernsehserie, zwei Episoden)
- 2016: Good Witch (Fernsehserie, eine Episode)
- 2016: 19-2 (Fernsehserie, eine Episode)